# Константинов Валентин Костянтинович
Валентин Костянтинович Константи́нов (нар. 23 лютого 1923, Ялта — пом. 4 грудня 2012, Маріуполь) — український живописець і скульптор; член Спілки радянських художників України з 1965 року (член правління у 1965—1978 роках), Конгресу Федерації грецьких товариств України та ради Маріупольського товариства греків.

## Біографія
Народився 23 лютого 1923 року в селі Ялті (тепер селище міського типу Маріупольського району Донецької області, Україна). Брав участь у німецько-радянській війні. 1951 року закінчив Харківське художнє училище (викладачі Микола Сліпченко, Лев Фітільов, Петро Шигимага).
Жив у місті Маріуполі в будинку на проспекті Будівельників № 45, квартира 49. Помер у Маріуполі 4 грудня 2012 року.

## Творчість
Працював в галузі станкового живопису та монументально-декоративного мистецтва. Автор портретів, тематичних картин і пейзажів, мозаїк, барельєфів, пам'ятників.
Серед робіт:
живопис
- портрет старого більшовика І. Малокуцька (1957);
- «А. Брандт» (1959);
- портрет крановщиці В. Довгодуш (1961);
- «Мати» (1965);
- «А. Старовойтов» (1973);
- «Сталевари В. Архипенко та В. Богданов» (1970-ті);
- «Подружки» (1970-ті);
- «Будівельник стану 3600 В. Попельников» (1970-ті);
- «Жіночий портрет (Актриса)» (1970-ті);

мозаїка
- «Металурги» (1973, Маріупольський залізничничний вокзал, у співавторстві з Лелем Кузьмінковим);
- мозаїчні фризи на корпусах заводу «Важмаш» (1964—1967, у співавторстві з Лелем Кузьмінковим);
- мозаїчне панно на фасаді Будинку культури в селі Урзуфі (1968, у співавторстві з Лелем Кузьмінковим);

пам'ятники
- поету Георгію Костоправу у селі Малому Янісолі (1992, у співавторстві з Лелем Кузьмінковим);
- митрополиту Ігнатію у Маріуполі (1998, у співавторстві з Лелем Кузьмінковим);
- архітектурно-скульптурна композиція «Воїн-визволитель» у Маріуполі (2001, у співавторстві з Лелем Кузьмінковим).

Брав участь у обласних, всеукраїнських, всесоюзних, зарубіжних мистецьких виставках з 1957 року. Персональні виставки відбулився у Маріуполі у 1973, 1985, 1995, 1999, 2000, 2008 роках. Лауреат республіканської виставки пейзажу «Меморіал Архіпа Куїнджі», яка відбулася у 1973 році.
Деякі картини зберігаються у Харківському художньому музеї, а також в інших музеях та приватних колекціях України, у збірках в Росії, Англії, Голландії, Греції.

## Відзнаки
Нагороджений
- радянськими орденами Червоної Зірки, Вітчизняної війни І-го ступеня[1];
- українським орденом «За мужність» ІІІ-го ступеня;
- грамотою Президії Верховної Ради УРСР (1990)[1].